# Predirna plamenka
Predirna plamenka (znanstveno ime Gymnopilus penetrans) je gliva iz rodu plamenk (Gymnopilus).

## Značilnosti
Klobuk ima v premeru od 4 do 8 cm. Mladi so konveksni, kasneje se izravnajo in razvijejo plitvo osrednjo vdolbino robovi pa se zavihajo navzgor. Površina je svilnato gladka in ne razpade na luske. Je različnih odtenkov ognjeno oranžno rjave barve s svetlejšim robom.
Lističi so gosti in priraščeni na bet. Najprej so rumene barve, a kmalu postanejo rdečkasto rjave z rjasto rjavimi lisami.
Bet je dolg od 4 do 7 cm in ima od 0,6 do 1,2 cm v premeru. Najprej je rumenkast, kasneje postane oranžno rjav s finimi vzdolžnimi vlakni. Nima obročka oziroma ostankov zastirala.
Ima rahel vonj po sadju in grenak okus.

## Razširjenost in življenjski prostor
Raste v šopih na štorih in hlodih v iglastem gozdu in redkeje tudi na listavcih. Je gniloživka.

## Mikroskopske značilnosti
Trosni odtis je rjasto oranžne barve. Trosi so elipsasti, prekriti z drobnimi bradavicami in merijo 7–9 x 4–5,5 μm.

## Podobne vrste
- jelkova plamenka (Gymnopilus sapineus) ima bolj očiten ostanek zastiralca na betu
- Junonina plamenka (Gymnopilus junonius) je bolj zajetna s podvihanim robom in kožnatim obročkom na betu
- hibridni korenovec (Gymnopus hybridus) ima na betu bel ostanek zastiralca

## Uporabnost
Neužitna.

## Galerija slik
- klobuk, lističi in bet
- trosi